# Gray County, Texas
Gray County är ett administrativt område i delstaten Texas, USA, med 22 535 invånare år 2010. Den administrativa huvudorten (county seat) är Pampa. 

## Geografi
Enligt United States Census Bureau så har countyt en total area på 2 406 km². 2 404 km² av den arean är land och 3 km² är vatten. 

### Angränsande countyn
- Roberts County - norr
- Wheeler County - öster
- Donley County - söder
- Carson County - väster